# Maria-Luise Rainer

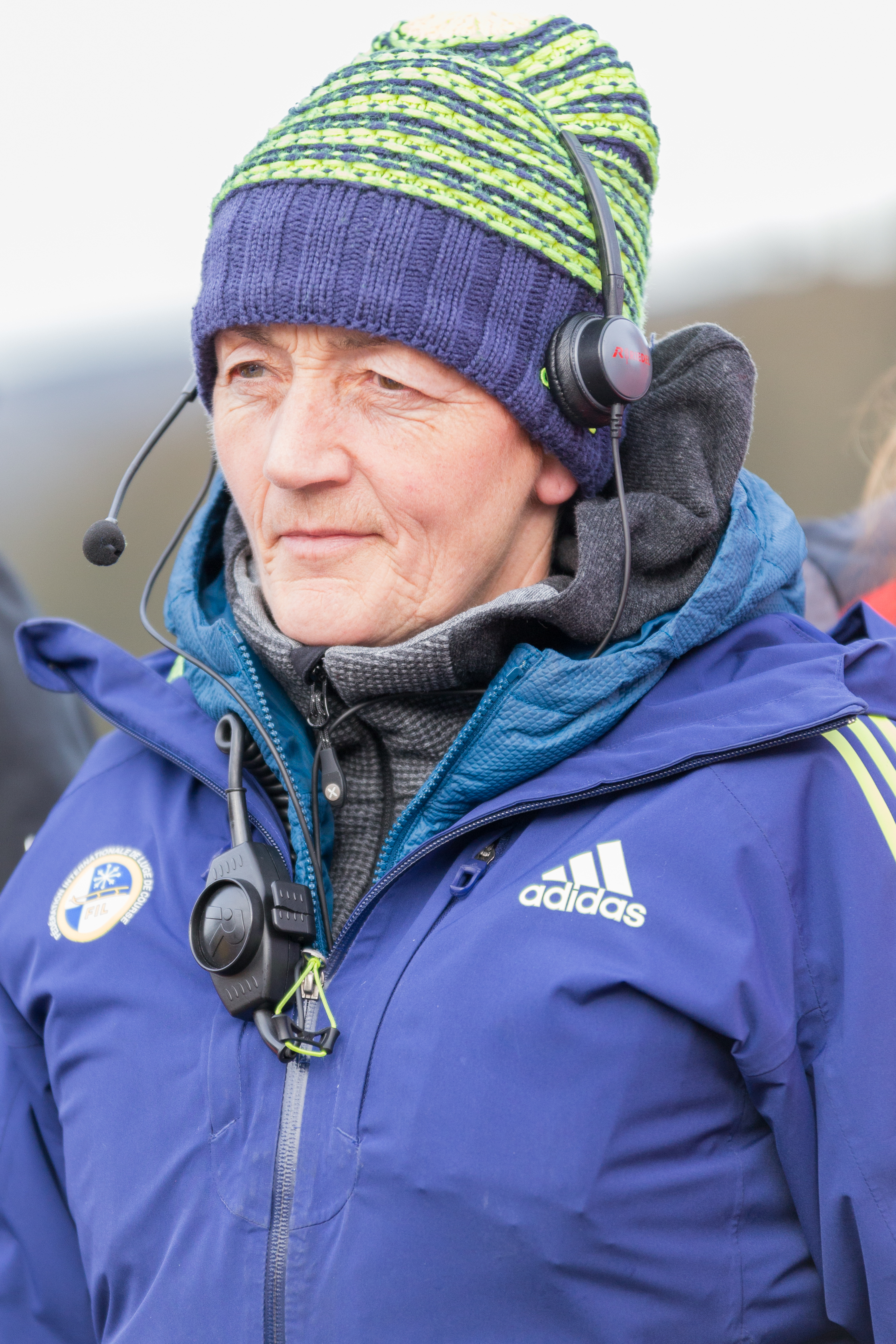
Maria-Luise Rainer (2017)

Maria-Luise Rainer, häufig auch Marie-Luise Rainer, (* 23. April 1959 in Telfes, Südtirol) ist eine ehemalige italienische Rennrodlerin und Rodeltrainerin sowie heutige Rennrodelfunktionärin. Von 2014 bis 2023 war sie Sportdirektorin Kunstbahn der Fédération Internationale de Luge, seit 2023 ist sie FIL-Eventdirektorin für die Olympischen Winterspiele 2026.

## Werdegang
Bereits im Alter von 16 Jahren nahm Rainer an den Olympischen Winterspielen 1976 in Innsbruck teil und erreichte den 16. Platz. 1979 gewann sie eine Bronzemedaille im Einsitzer bei den Weltmeisterschaften. 1980 in Lake Placid startete sie bei ihren zweiten Olympischen Spielen, erreichte aber nicht das Ziel. Zudem gewann sie hinter Melitta Sollmann die Silbermedaille bei den Europameisterschaften. In der Folgesaison kam sie im Gesamtweltcup auf den dritten Rang. In der Saison 1981/82 kam Rainer hinter Vera Zozuļa auf Platz zwei, 1984/85 auf Platz drei. Ihren wohl größten sportlichen Erfolg feierte Rainer in der Saison 1985/86, als sie den Gesamtweltcup im Rennrodeln der Dameneinsitzer gewann. 1986/87 kam sie hinter Cerstin Schmidt, 1987/88 hinter Julija Antipowa nochmals auf den zweiten Rang im Gesamtweltcup. 1988 gewann die Südtirolerin noch einmal die Bronzemedaille im Team bei der Europameisterschaft.
Nach dem Ende ihrer aktiven Karriere wurde sie Rodeltrainerin beim italienischen Verband und trainierte später auch das kanadische Nationalteam. Seit 2003 amtierte sie als Ständige Technische Delegierte der Fédération Internationale de Luge de Course beim Junioren-Weltcup. Bei den Olympischen Winterspielen 2006 in Turin fungierte sie als Renndirektorin, in der Folge auch bei verschiedenen Weltcuprennen. 2010 wurde sie als Nachfolgerin von Karl-Heinz Anschütz Sportkoordinatorin des Internationalen Rennrodelverbandes, zum 1. April 2014 erfolgte eine Beförderung zur Sportdirektorin Kunstbahn. Im April 2023 übernahm sie den neugeschaffenen Posten der FIL-Eventdirektorin für die Olympischen Winterspiele 2026. Ihr Nachfolger auf dem Sportdirektorenposten wurde Matthias Böhmer.

## Erfolge
Weltcupsiege im Einsitzer
| Nr. | Datum         | Ort            | Bahn                                  |
| --- | ------------- | -------------- | ------------------------------------- |
| 1.  | 21. Jan. 1979 | Imst           | Rodelbahn Imst                        |
| 2.  | 8. Dez. 1981  | Innsbruck-Igls | Olympia Eiskanal Igls                 |
| 3.  | 17. Jan. 1982 | Imst           | Rodelbahn Imst                        |
| 4.  | 15. Dez. 1985 | Sarajevo       | Trebevic – Bob- und Rennschlittenbahn |
| 5.  | 22. Dez. 1985 | Olang          | Rodelbahn Panorama                    |
| 6.  | 11. Jan. 1987 | Olang          | Rodelbahn Panorama                    |